# Empidornis semipartitus
El papamoscas plateado  (Empidornis semipartitus) es una especie de ave paseriforme de la familia Muscicapidae endémica de África oriental. Es la única especie del género Empidornis.

## Descripción

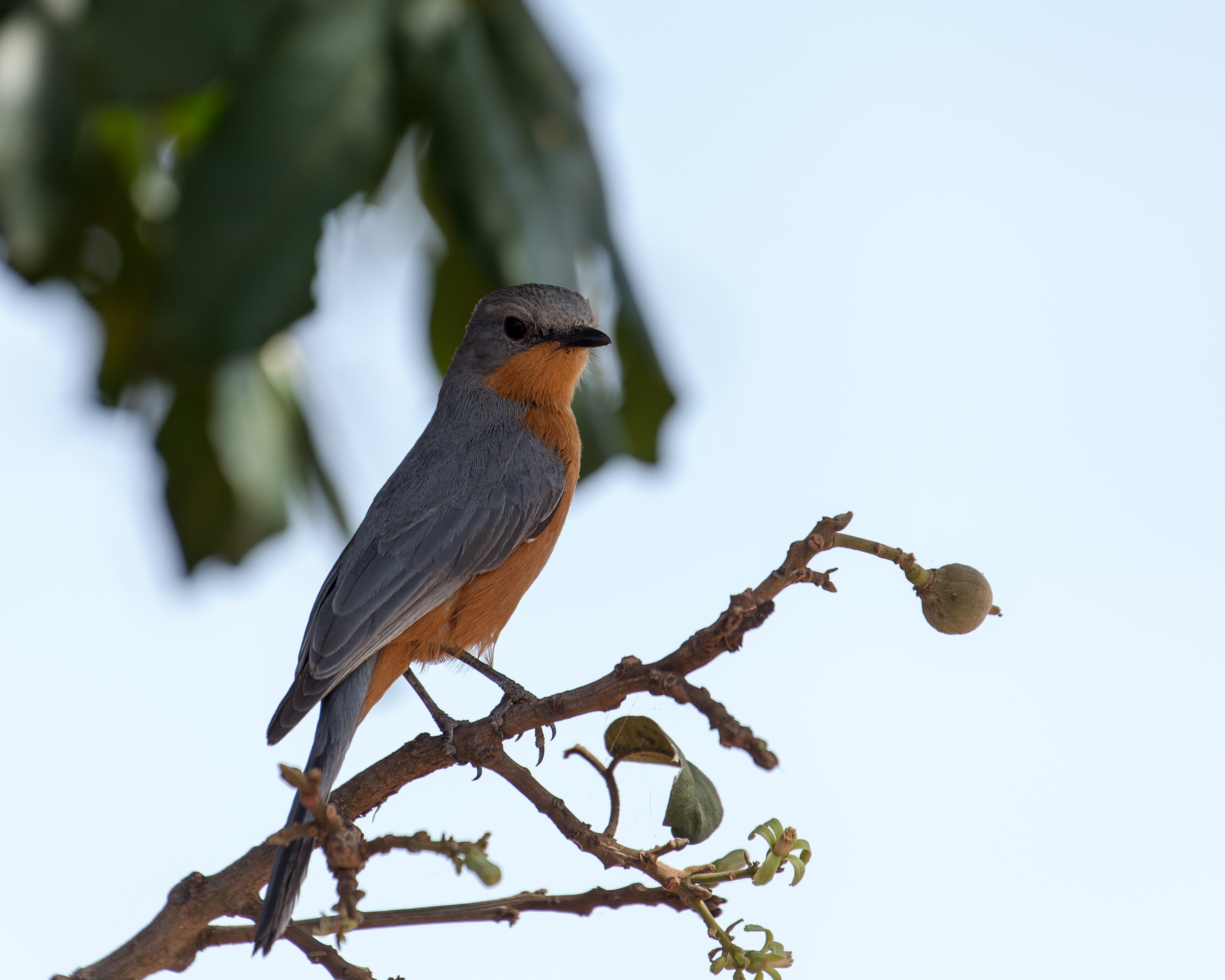
Macho en el valle Kidepo, Uganda.

El papamoscas plateado mide unos 18 cm de largo. El plumaje de sus partes superiores es gris y de color anaranjado el de las inferiores. Los juveniles presentan moteado ocre con bordes negros en las partes superiores, y la garganta y el pecho moteado en negro y crema.
El canto del papamoscas plateado consiste en trinos cortos ligeramente similar al de los zorzales. A veces las notas terminales son más alta y aguda, de tipo iii-sliiur-iiii; o bien un más largo iip-iip churIIrip, iip-iip cherip chch chchch iii, adornado con algunos píos o notas tipo  seep.

## Distribución y hábitat
El papamoscas plateado habita en las zonas abiertas de la región al oeste del valle del Rift.